# 春風亭三朝
春風亭 三朝（しゅんぷうてい さんちょう、1979年3月16日 ‐ ）は、落語協会所属の落語家。大分県豊後大野市三重町出身。本名：三浦 祐樹。出囃子は『廓八景』、紋は『中陰光琳蔦』。

## 来歴
1979年3月、大分県豊後大野市三重町生まれ。三重町立三重中学校、大分県立三重高等学校（現・大分県立三重総合高等学校）、中央大学文学部史学科日本史専攻を2002年3月に卒業し、5月に春風亭一朝に入門。「朝也」を名乗る。9月に前座として楽屋入り。
2005年11月に台所鬼〆、林家ひろ木と共に二ツ目昇進。2006年4月から2008年3月にかけて『サンデージョッキー』(NHK第一放送(ラジオ)毎週日曜13：05～15：55)に「サンデーズ」としてレギュラー出演。また、2008年4月から2009年3月にかけて『日曜バラエティー』(NHK第一放送(ラジオ)毎週日曜13：05～15：55)に「コロコロトリオ」としてレギュラー出演。2008年9月より、山田邦子の主催する「スター混声合唱団」に参加し、各所を慰問、公演する。
2010年5月、「第4回 落語一番勝負！若手落語家グランプリ」優勝。2011年10月、「第1回 読売杯争奪！超党派激突！二ツ目バトル」優勝。2013年9月、「第24回　北とぴあ若手落語家競演会」奨励賞を受賞。2013年12月、「第1回 東田公園寄席・若手落語家選手権」で優勝。2014年10月、「NHK新人落語大賞」大賞受賞 
2017年3月、林家ひろ木、柳家小八、三遊亭ときん、鈴々舎馬ること共に真打昇進し「春風亭三朝」と改名。

## 芸歴
- 2002年
  - 5月∶春風亭一朝に入門。
  - 9月∶前座となる、前座名「朝也」。
- 2005年11月∶二ツ目昇進。
- 2017年3月∶真打昇進、「三朝」と改名。

## 人物
古今亭志ん陽、柳家小傳次、柳家燕弥、春風亭三朝の四人で「RAKUGOもんすたぁず」を組んでいる。

## 演目
- 片棒
- 竹の水仙
- そば清
- 新聞記事
- やかんなめ
- 七段目
- 黄金餅
- 妾馬

## 逸話
AKB48の大ファンである。真打に昇進した際には推しメンの岡田奈々より後幕を贈呈された。演芸番組『浅草お茶の間寄席』に三朝が出演した際には後幕のエピソードに触れ、後に同番組に再度出演した際、岡田本人よりメッセージビデオをもらった。
2025年、AKB48の19期研究生である伊藤百花（二代目春風コココ）がYouTube『AKBの素を出すちゃんねる』の企画において、趣味である落語に本格的に挑戦することとなり、三朝と蝶花楼桃花に弟子入りを志願。桃花の師匠である春風亭小朝（師匠・一朝の弟弟子）の許可を得て、伊藤を指導することとなった。三朝は主に太鼓など落語家としての所作面などの指導を受け持つこととなる。

## 出演

### ラジオ
- 2006年4月～2008年3月
  - 『サンデージョッキー』(NHK第一放送(ラジオ) 毎週日曜13：05～15：55)に「サンデーズ」としてレギュラー出演
- 2008年4月～2009年3月
  - 『日曜バラエティー』(NHK第一放送(ラジオ) 毎週日曜13：05～15：55)に「コロコロトリオ」としてレギュラー出演

### テレビ
- 2015年7月～2016年6月
  - 『時代劇ニュース オニワバン!』（時代劇専門チャンネル 毎週日曜16：00～16：45）の「超ヤバい見どころ」にナビゲーターとして不定期レギュラー出演
- 演芸図鑑（NHK総合）
  - 桂文枝の演芸図鑑（2019年4月14日） - 「洒落番頭」
  - 春風亭一之輔の演芸図鑑（2021年2月21日） - 「磯の鮑」
  - 桂文珍の演芸図鑑（2022年8月14日） - 「子ほめ」
  - 桂文枝の演芸図鑑（2023年4月30日） - 「やかん」
  - 立川志らくの演芸図鑑（2024年11月3日） - 「寄合酒」

### ウェブテレビ
- ABEMA寄席（2020年5月2日、ABEMA）[6]

## 受賞
- 2010年5月 「第4回　落語一番勝負！若手落語家グランプリ」 優勝
- 2011年10月 「第1回　読売杯争奪！超党派激突！二ツ目バトル」 優勝
- 2013年9月 「第24回　北とぴあ若手落語家競演会」奨励賞
- 2013年12月 「第1回 東田公園寄席・若手落語家選手権」 優勝
- 2014年10月 「NHK新人落語大賞」大賞受賞[2]。